# Abolition de l'esclavage à La Réunion
L'abolition de l'esclavage à La Réunion est proclamée le 20 décembre 1848 par le Commissaire général de la République, Joseph Napoléon Sarda Garriga,. Cette proclamation met en application, tardivement par rapport aux Antilles, le décret du 27 avril 1848 issu de la Révolution française de 1848 et de l'action de Victor Schœlcher. Cet événement libère plus de 60 000 personnes, et marque une rupture fondamentale dans l'histoire de l'île, alors appelée île Bourbon.

## Contexte historique

### L'esclavage à l'île Bourbon
L'île Bourbon, rebaptisée La Réunion en 1793 puis de nouveau Bourbon sous la Restauration avant de redevenir La Réunion en 1848, est une colonie française depuis le XVIIe siècle. Son économie se développe initialement autour de la culture du café, puis de manière intensive avec la canne à sucre au XIXe siècle. Ce système de plantation repose entièrement sur l'exploitation de la main-d'œuvre esclave, importée principalement d'Afrique (Mozambique, Afrique de l'Est) et de Madagascar.

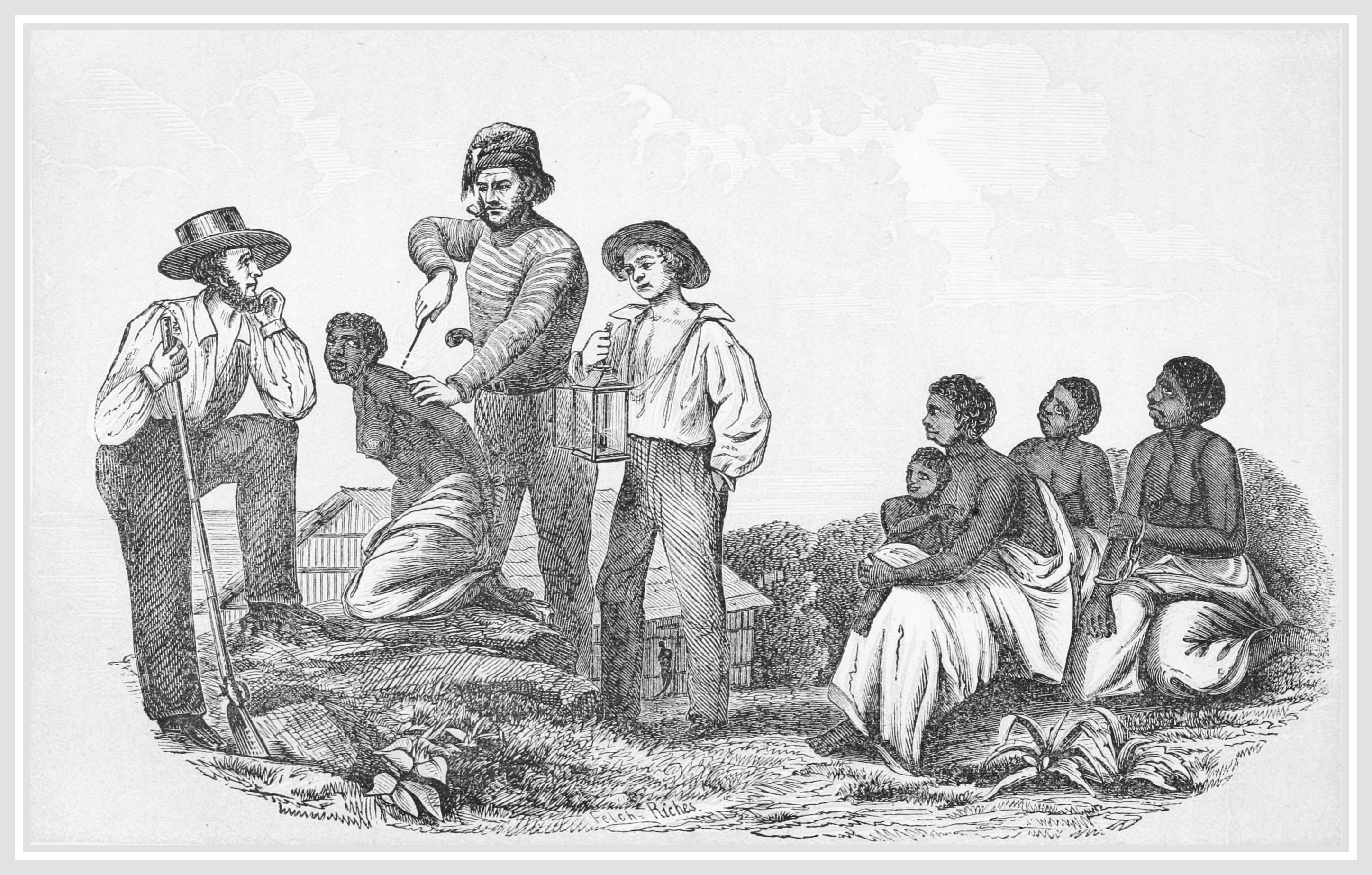
Marquage au fer des esclaves.
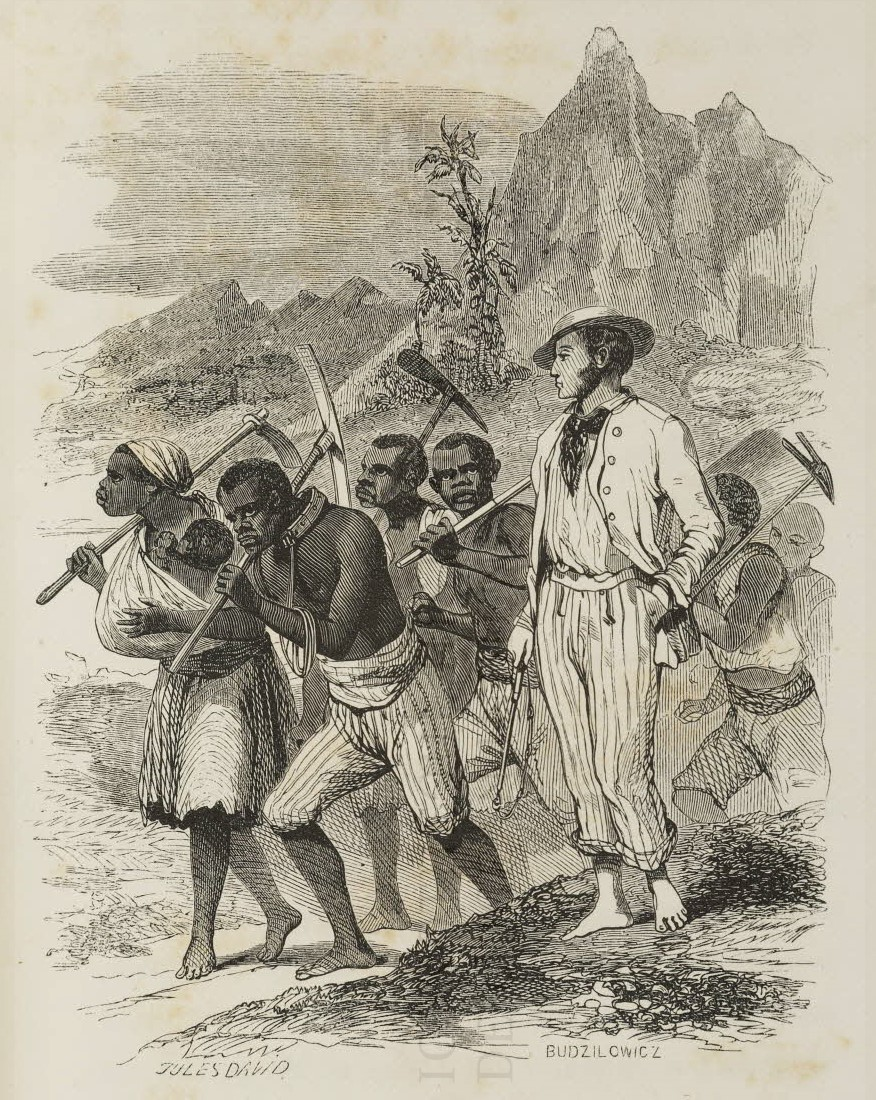
Esclaves se rendant au travail à Bourbon. Gravure de 1850 pour illustrer Paul et Virginie de Henri Bernardin de Saint-Pierre.
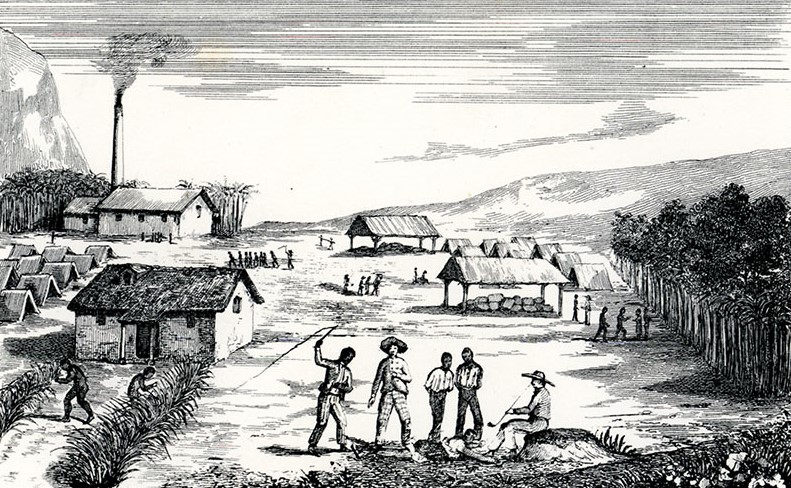
Représentation d'une habitation esclavagiste à La Réunion, gravure extraite de Les Marrons de Louis Timagène Houat, 1844.

### Les résistances à l'esclavage

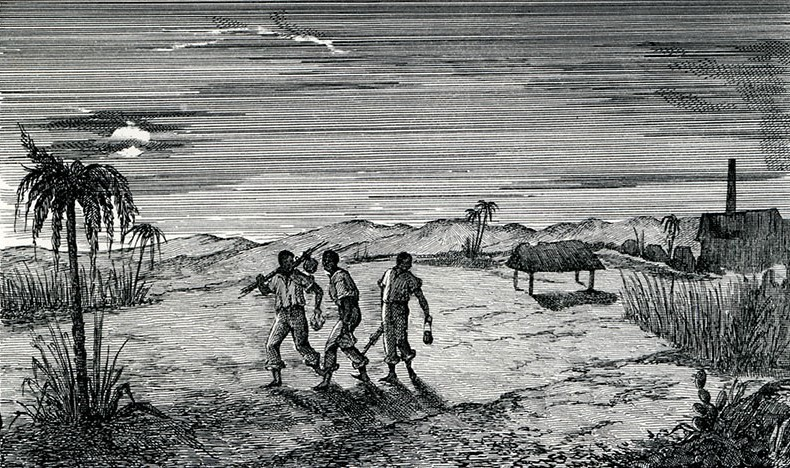
Esclaves marrons à La Réunion.

Comme dans les autres colonies esclavagistes, la résistance des esclaves à La Réunion prend diverses formes :
- Le marronnage (fuite dans les régions montagneuses et difficiles d'accès de l'île, les "Hauts"). Des chefs marrons comme Dimitile, Anchaing ou Cimendef sont restés dans la mémoire collective ;
- Les révoltes, bien que moins fréquentes ou d'ampleur moindre que dans les Caraïbes, existent (ex : révolte de Saint-Leu en 1811) ;
- La résistance culturelle : maintien de langues, musiques (Maloya), danses et pratiques spirituelles d'origine africaine et malgache.

### Première abolition jamais appliquée
Alors que le 4 février 1794, la Convention nationale, dirigée par les Montagnards, décrète l'abolition de l'esclavage dans toutes les colonies françaises, celle-ci n'est pas appliquée à La Réunion, les colons s'y opposant farouchement et la colonie étant relativement isolée.
En mars 1801, le premier consul Napoléon Bonaparte acte le maintien de l'esclavage sur l'île, donnant des assurances aux planteurs blancs.

## Les événements de 1848

### L'attente et les tensions
L'annonce de la Révolution française de 1848 et du vote du décret d'abolition en avril crée une forte attente et des tensions dans la colonie. Les propriétaires d'esclaves, très influents, cherchent à retarder l'application de la mesure, arguant des nécessités économiques et de la récolte sucrière.

### L'arrivée et l'action de Sarda Garriga
Joseph Napoléon Sarda Garriga est nommé Commissaire général de la République avec la mission spécifique d'appliquer le décret d'abolition. Il débarque à La Réunion le 13 octobre 1848. Conscient des pressions locales, Sarda Garriga adopte une stratégie progressive mais ferme. Il promulgue le décret d'abolition le 19 octobre 1848, mais fixe la date effective de l'émancipation au 20 décembre 1848, permettant ainsi l'achèvement de la campagne sucrière. Il mène une campagne de discours à travers l'île, s'adressant tant aux propriétaires qu'aux esclaves, appelant au calme, au travail et à la fraternité, tout en affirmant l'inéluctabilité de la liberté.

### La proclamation du 20 décembre

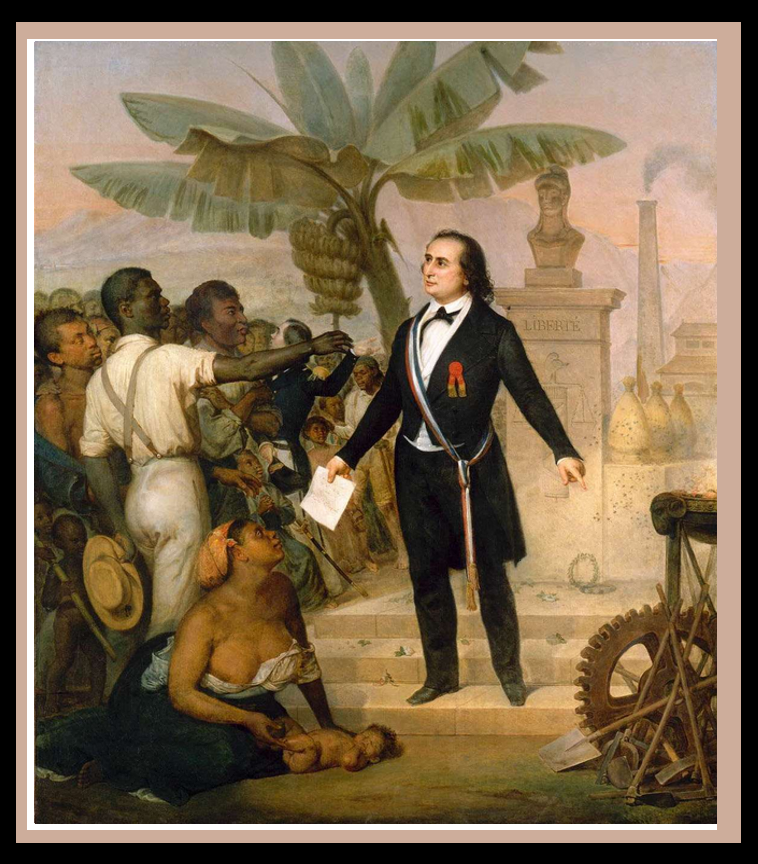
Sarda-Garriga mettant en application le décret d'abolition de l'esclavage à La Réunion. Dans ce tableau, le commissaire de la République tient d’une main le texte officiel libérant les esclaves immédiatement et de l’autre il montre les outils, invitant les nouveaux affranchis à continuer leur travail.

Le 20 décembre 1848, Sarda Garriga proclame officiellement la libération des esclaves. La tradition rapporte ses paroles : « Mes amis, les décrets de la République française sont exécutés : vous êtes libres. Tous égaux devant la loi, vous n'avez autour de vous que des frères. La liberté, c'est le premier des biens ; elle vous impose aussi des devoirs : soyez dignes d'elle, et, par votre travail, par votre conduite, montrez que vous l'aviez toujours méritée. »
Environ 60 000 à 62 000 personnes sont ainsi affranchies. L'événement se déroule dans un calme relatif, en partie grâce à la préparation menée par Sarda Garriga et à l'organisation mise en place pour la transition.

## L'indemnisation des propriétaires d'esclaves
Prévue dans le décret de 1848, un loi est votée le 30 avril 1849 (alors que Louis-Napoléon Bonaparte a été élu président), afin d'indemniser les propriétaires d'esclaves. Ce sont ainsi 126 millions de francs or (équivalent de près de 27 milliards d'euros en 2021) qui sont versés pour la perte des 250 000 travailleurs serviles. À La Réunion, le montant pour chaque esclave s'élève à 671 francs or. Les anciens esclaves, eux, ne reçoivent aucune réparation.

## Les acteurs principaux

### Joseph Napoléon Sarda Garriga (1808-1877)
Commissaire général de la République, Sarda Garriga est la figure centrale de l'application de l'abolition à La Réunion. Son pragmatisme et sa fermeté ont permis une transition sans troubles majeurs, bien que son action ait été par la suite critiquée pour avoir favorisé le maintien des structures de travail au profit des anciens maîtres.

### Victor Schœlcher (1804-1893)
Schœlcher est l'instigateur du décret d'avril 1848. Son rôle est indirect mais fondamental dans la décision d'abolir l'esclavage.

### Les esclaves émancipés
Principaux acteurs de leur propre histoire par leurs résistances passées et leur aspiration à la liberté, ils accueillent l'abolition avec espoir mais se heurtent rapidement aux nouvelles formes de contraintes économiques.

## Conséquences

### Conséquences immédiates
- Libération d'environ 60 000 à 62 000 personnes[3],[4], leur accession à la citoyenneté et leur attribution d'un patronyme.
- Désorganisation du travail sur les plantations, de nombreux affranchis cherchant à échapper au contrôle des anciens maîtres.
- Indemnisation des propriétaires d'esclaves par l'État français[12].

### Réorganisation sociale et économique: l'engagisme

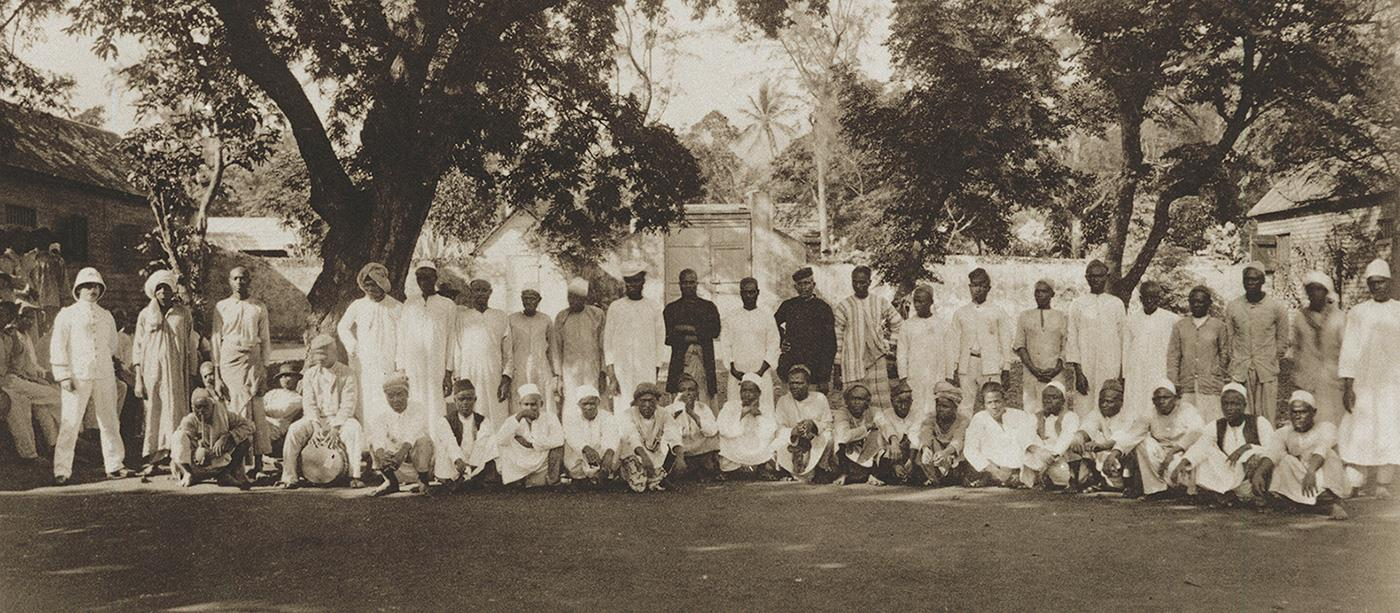
Île de la Réunion, Saint-Denis, dépôt des immigrants (Comoriens).

Face à la pénurie de main-d'œuvre sur les plantations, les colons et l'administration coloniale organisent massivement l'immigration de travailleurs sous contrat ("engagés"). Ces travailleurs proviennent principalement d'Inde (les « Malbars »), mais aussi d'Afrique, de Chine, de Madagascar et des Comores. Ce système, souvent qualifié de « nouvelle forme de servitude », marque profondément la structure démographique, sociale et culturelle de La Réunion.

### Impact culturel et mémoriel
- Le 20 décembre est la date de commémoration de l'abolition de l'esclavage à La Réunion. C'est un jour férié depuis 1983 et est célébré sous le nom de Fèt Kaf[14],[15] (Fête des Cafres, « Cafre » désignant historiquement les personnes d'origine africaine ou malgache).
- Cette commémoration est un moment fort de l'identité réunionnaise, célébrant la liberté, la résistance et le métissage culturel de l'île[15].
- De nombreux artistes, écrivains et musiciens réunionnais (comme Danyèl Waro) ont fait de cette histoire et de sa mémoire un thème central de leurs œuvres.

## Historiographie
L'histoire de l'esclavage et de son abolition à La Réunion a été particulièrement étudiée par des historiens réunionnais tels que Prosper Ève, Sudel Fuma, ou encore Michèle Marimoutou-Oberlé. Leurs travaux ont permis de mieux connaître les spécificités du système esclavagiste réunionnais, les formes de résistance, le rôle de Sarda Garriga, et les complexités de la société post-abolition, notamment avec l'engagisme. L'accent est mis sur la nécessité de ne pas considérer l'abolition comme un simple « don » de la métropole mais comme le fruit d'un long processus incluant la résistance des esclaves et les luttes abolitionnistes.